# Haruki Murakami
Haruki Murakami (japonsko村上 春樹/hepburn isto), japonski pisatelj, * 12. januar 1949, Kjoto, Japonska.
Haruki Murakami je eden najpomebnejših sodobnih japonskih pisateljev in v Sloveniji trenutno največ prevajani še živeči japonski pisatelj.

## Življenje
Haruki Murakami se je rodil leta 1949 v Kjotu, večino mladosti pa je preživel v pristaniškem Kobeju. Njegova starša sta bila učitelja japonske literature, Murakami pa se je že od mladosti bolj kot za japonsko zanimal za ameriško literaturo.
Leta 1968 se je vpisal na univerzo Waseda v Tokiu, kjer je študiral dramatiko. Študija ni zaključil v štirih letih, kot je to običajno na japonskih univerzah, ampak je s študijem končal šele leta 1975. V tem času se je poročil (1971) in odprl lastno jazz kavarno (1974). Kavarno je vodil do leta 1981, ko jo je prodal in se posvetil izključno pisanju. Bil je na daljših potovanjih po Italiji in Grčiji in nekaj časa živel v Ameriki, kjer je bil univerzitetni profesor. Po potresu v Kobeju se je vrnil na Japonsko, kjer živi še danes.
Prvi roman je napisal in objavil leta 1979, od takrat pa je objavil še trinajst romanov, nekaj zbirk kratkih zgodb, potopisov, esejev, dokumentarno delo o napadu sekte Aum Šinrikjo s sarinom na tokijski sistem podzemne železnice in vrsto prevodov del ameriških avtorjev v japonščino. Za svoje delo je prejel vrsto nagrad, priznanj in častnih nazivov, med njimi leta 2021 tudi naziv častnega doktorja Univerze v Novi Gorici.

## Murakamijevo delo
V Murakamijevih delih se pogosto pojavlja motiv osamljenosti in osamelosti, odtujenosti od sveta. Te teme obdeluje v svojem specifičnem svetu, kjer je meja med realnim in imaginarnim redko ostro potegnjena in kjer elementi magičnega ali imaginarnega pogosto prehajajo v »naš« realni svet ali obratno. Protagonisti njegovih del so pogosto antijunaki, moški srednjih let, ki zase menijo, da so dolgočasni. Ti protagonisti so proti svoji volji potegnjeni v zaplete, ki pogosto mejijo na absurdne in iz katerih so se prisiljeni reševati. Med tem reševanjem izgubijo ljudi, ki so jim pomembni, ali pa se naučijo živeti brez njih.
V Murakamijevih delih je po navadi bolj ali manj očitno prisotna komunikacija med »to stranjo« (realnim) in »ono stranjo« (podzavestnim). Simboli »one strani« so po navadi prisotni nekje v njegovih delih in so lahko: vodnjaki, morsko ali jezersko dno, gozdovi, potovanja ali drugi. S temi simboli avtor po navadi namiguje, da stvari, ki jih opisuje, niso nujno realne, ampak so lahko del podzavestnega.

### Strani v angleščini
- Forum o avtorju
- MSN skupina, osredotočena na avtorja Arhivirano 2006-04-03 na Wayback Machine.
- Uradna spletna stran
- Ljubiteljska stran, veliko podatkov, uradnih in ljubiteljskih prevodov

### Angleški prevodi kratkih zgodb
- Hanami Web - Haruki Murakami (English)
- Where I'm Likely to Find It
- The Kidney-shaped Stone That Moves Every Day
- The Year of Spaghetti